# Devala (Tamil Nadú)
Devala es una localidad en el distrito Nil Guiris (‘montaña azul’) del estado de Tamil Nadú (India).
Posee unos 15 000 habitantes.

## Ubicación geográfica
Devala se encuentra a:
- 16 km al este de Gudalur;
- 8 km al oeste de Pandalur;
- 72 km ―a vuelo de pájaro― al noreste de la costa del mar.
- 90 km al noreste de Kozhikode (Calicut), localidad en las orillas del mar.

## Características
Toda esta región es conocida por sus plantaciones de té, desarrollado por los ingleses hacia 1850.
Pocas décadas después hubo una fiebre de oro en el lugar ―que le valió a Devala el nombre de Gold Mine City (la ciudad de las minas de oro)― que casi hizo desaparecer los cultivos de té.
Aquí nace el río Devala, que corre por Kerala y al unirse con el río Pandalur ―a 12 km, en el distrito Malappuram (Kerala)― forman el río Maruthappuzha, que llega hasta el mar.
En idioma cingalés se llama devala a un templo budista o hinduista donde se adora a un dios (devá).